# Teodoryk II (hrabia Bar)
Teodoryk II, fr. Thierry II (zm. w 1105) – hrabia Bar od 1093, hrabia Montbéliard jako Teoderyk I.

## Życiorys
Teodoryk był synem Ludwika, hrabiego Montbéliard, Altkirch i Ferrette, oraz Zofii, córki księcia Górnej Lotaryngii Fryderyka II, dziedziczki hrabstwa Bar. Przejął roszczenia swego ojca do dziedzictwa w Górnej Lotaryngii, zapoczątkowując długotrwały konflikt swoich potomków z władcami tego księstwa.

## Rodzina
Żoną Teodoryka była Ermengarda, córka hrabiego Burgundii Wilhelma I. Ich dziećmi byli:
- Teodoryk, hrabia Montbéliard (1081–1163),
- Ludwik (zm. 1103),
- Fryderyk, hrabia Ferrette (zm. 1160),
- Renald I, hrabia Bar (1090–1150),
- Stefan, biskup Metzu (zm. 1162),
- Wilhelm (zm. przed 1105)
- Hugo, duchowny
- Gundhilda, opatka w Biblisheim,
- Agnieszka, żona hrabiego Salm Hermana II[1].